# أندي هوبير
أندي هوبير (بالألمانية: Andreas Hubert)‏ (29 ديسمبر 1990 بألمانيا - ) هو لاعب كرة قدم ألماني في مركز حراسة المرمى. لعب مع نادي بونر ونادي ساربروكن.

## وصلات خارجية
- أندي هوبير على موقع قاعدة بيانات كرة القدم.إي يو (الإنجليزية)
- أندي هوبير على موقع بيانات كرة القدم. دي إي (الألمانية)
- أندي هوبير على موقع عالم كرة القدم.نت (الإنجليزية)